# Orthonama suffocata
Orthonama suffocata är en fjärilsart som beskrevs av Paul Dognin 1906. Orthonama suffocata ingår i släktet Orthonama och familjen mätare. Inga underarter finns listade i Catalogue of Life.